# 超威動力
超威動力控股有限公司，簡稱超威動力控股，以及超威動力（英語：CHAOWEI POWER HOLDINGS LIMITED，港交所：0951），於1998年，由周明明（董事長及首席執行官）接管長興縣電子電源有限公司（前身「浙江省長興縣電子電源廠」）。
業務在國內經營生產和銷售動力電池及風能、太陽能儲能電池。總部位於中國浙江省長興雉城新興工業園雉州大道12 號。
該股份在2010年7月7日於港交所主板上市。招股價為2.18港元，全球發售為2.5億股，集資額為5.45億港元。

## 連結
- Chaowei.com.hk （页面存档备份，存于）